# La Pluie de citations
La Pluie de citations est une œuvre de l'architecte français Antoine Grumbach et de l'écrivain français Jean-Christophe Bailly, située à Paris, en France. Créée en 1998 dans la station de métro Bibliothèque François-Mitterrand, il s'agit d'une installation composée de citations gravées sur médaillons dispersés.

## Description
L'œuvre prend la forme d'une installation in situ de 180 médaillons de 12 cm, en laiton ou en verre. Chaque médaillon est gravé d'une courte citation, ainsi que du nom de son auteur.
Sur les quais, plusieurs cartels mentionnent le nom de l'œuvre, ses auteurs, la date de sa réalisation ainsi que son argument.

## Localisation
L'œuvre est installée dans la station Bibliothèque François-Mitterrand. Œuvre in situ, elle a été conçue spécifiquement pour être implantée dans cette station.
Les médaillons sont dispersés sur les quais, les murs et les parois vitrées de la ligne 14, ainsi que dans le hall d'échange qui la relie au RER C. Les médaillons sur le sol et les murs sont en bronze. Ceux qui sont situés sur des parois vitrées sont matérialisés par une texture de verre différente.

## Historique
La Pluie de citations date de 1998, année d'ouverture de la station de métro qui l'abrite.

## Artistes
Antoine Grumbach (né en 1946) est un architecte français. Il a, entre autres, réalisé l'architecture de la station de métro Bibliothèque François-Mitterrand dans laquelle est installée l'œuvre.
Jean-Christophe Bailly (né en 1949) est un écrivain français.

## Galerie

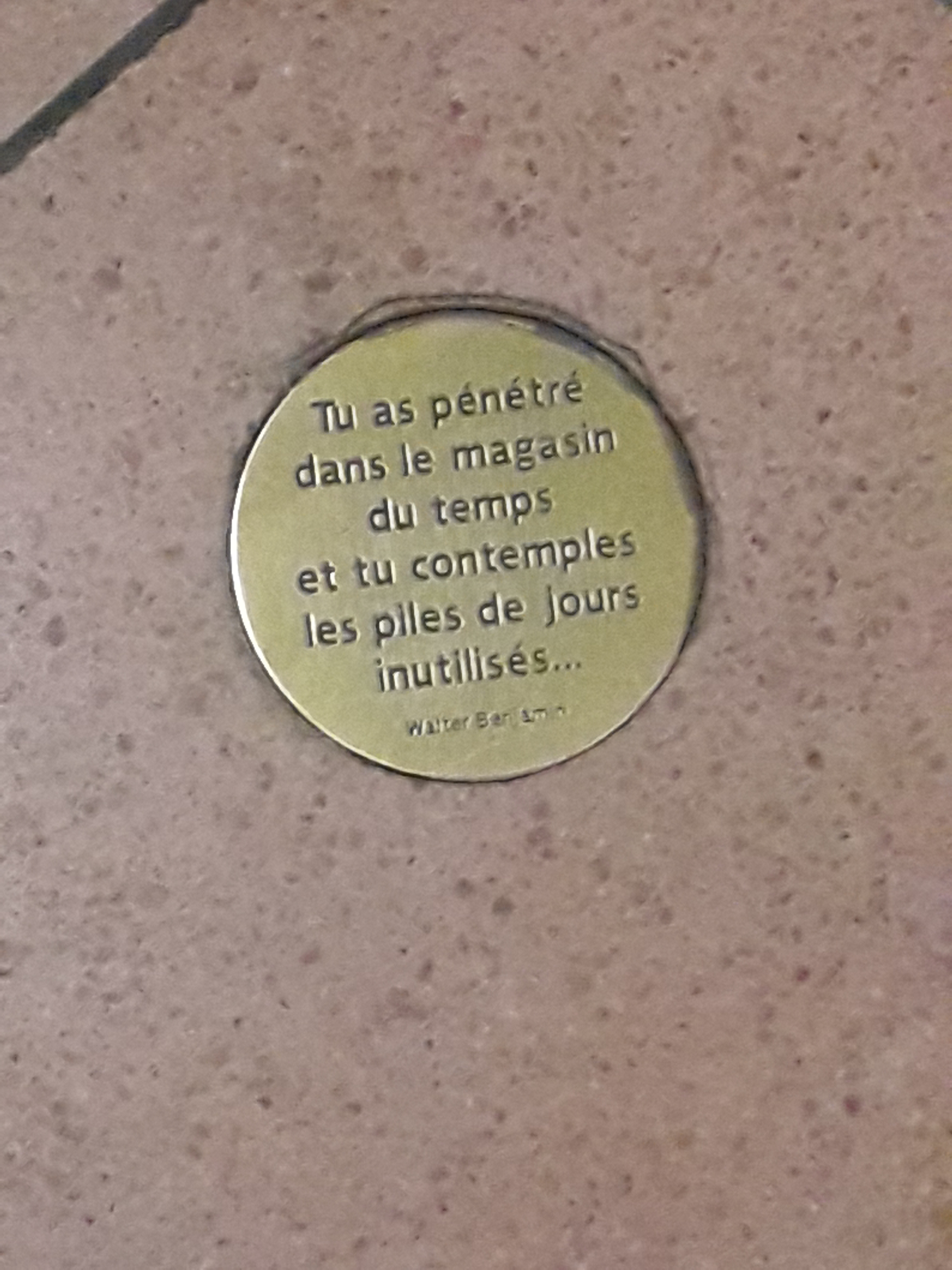
Walter Benjamin
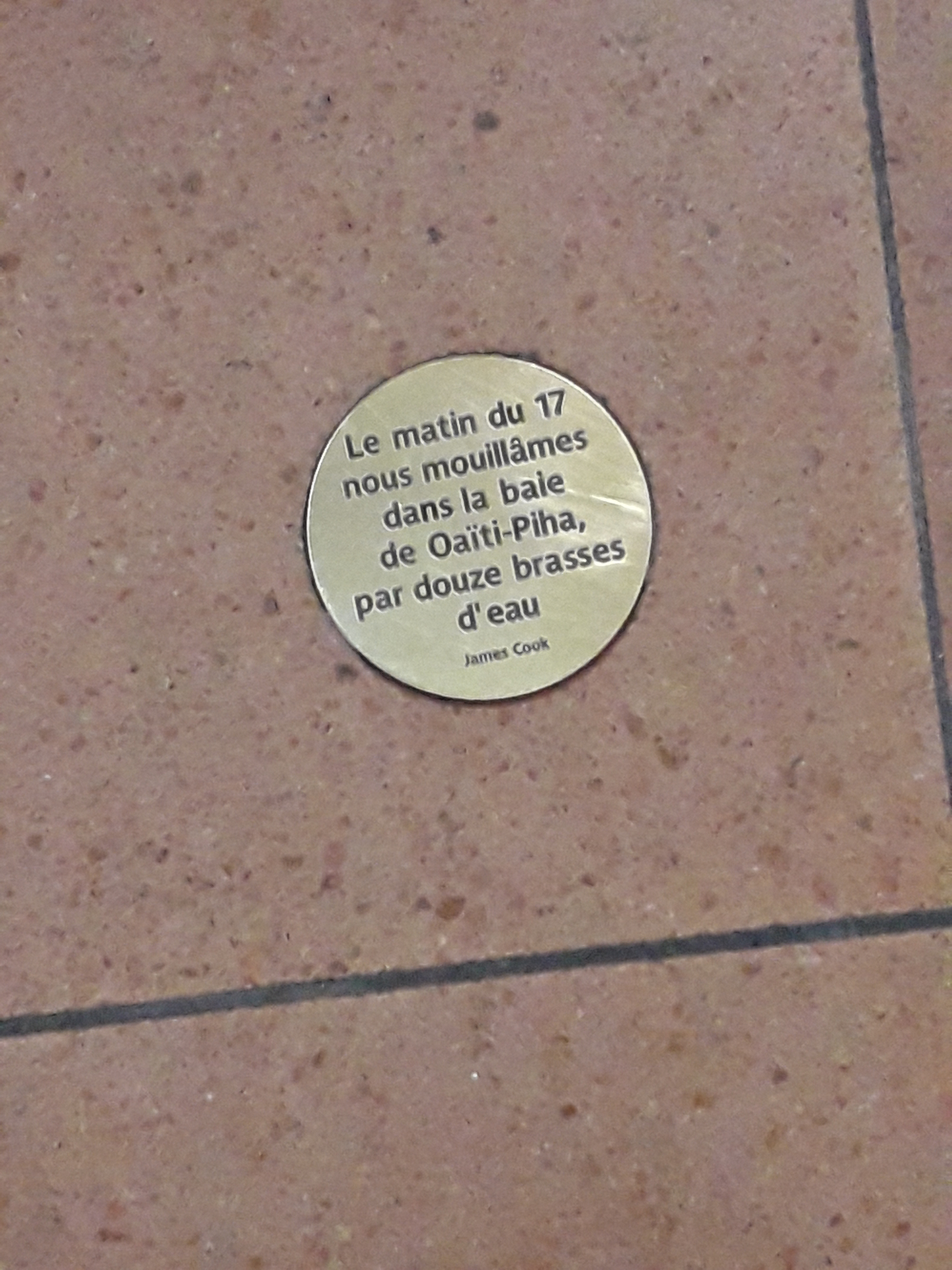
James Cook
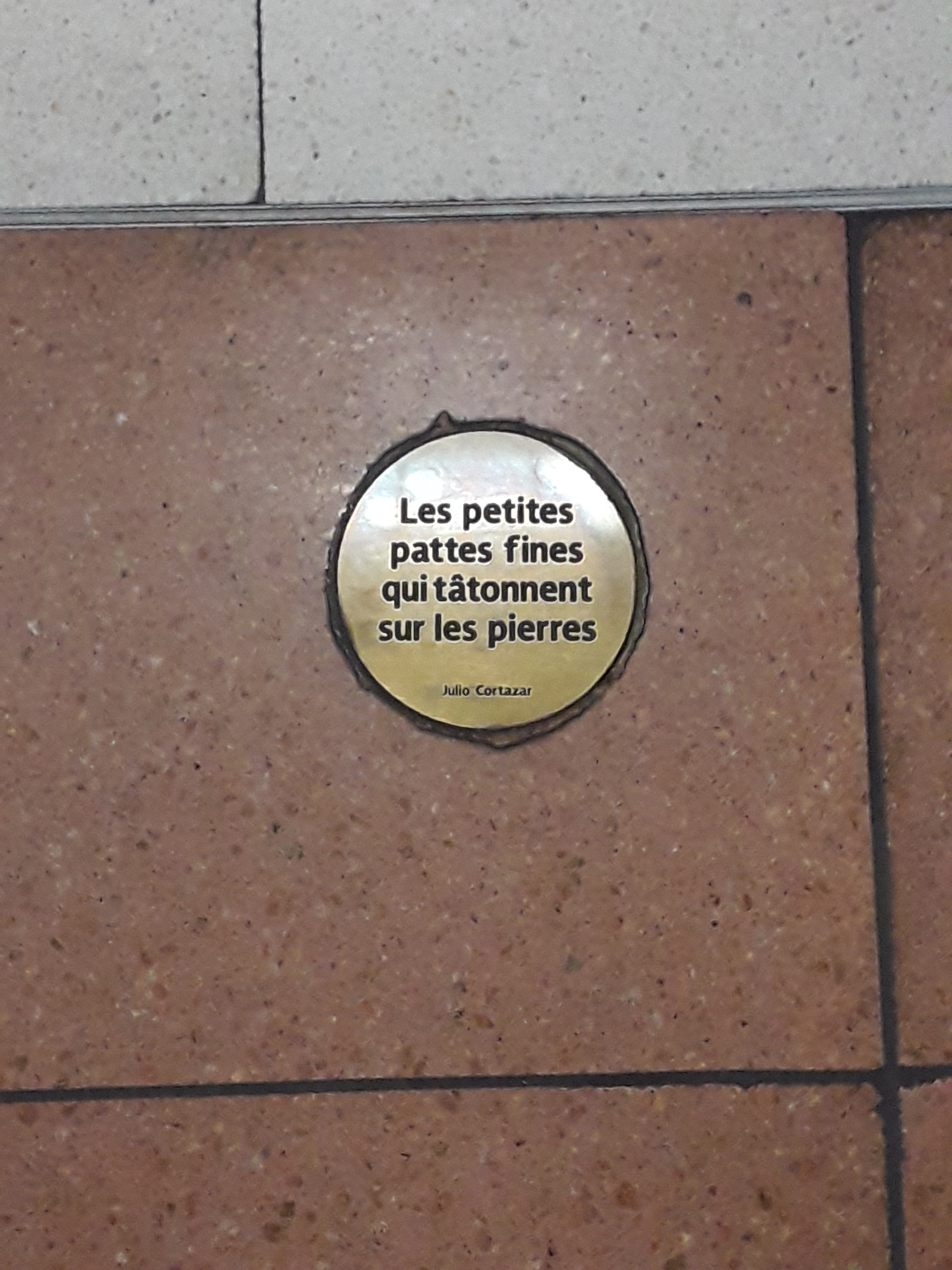
Julio Cortázar
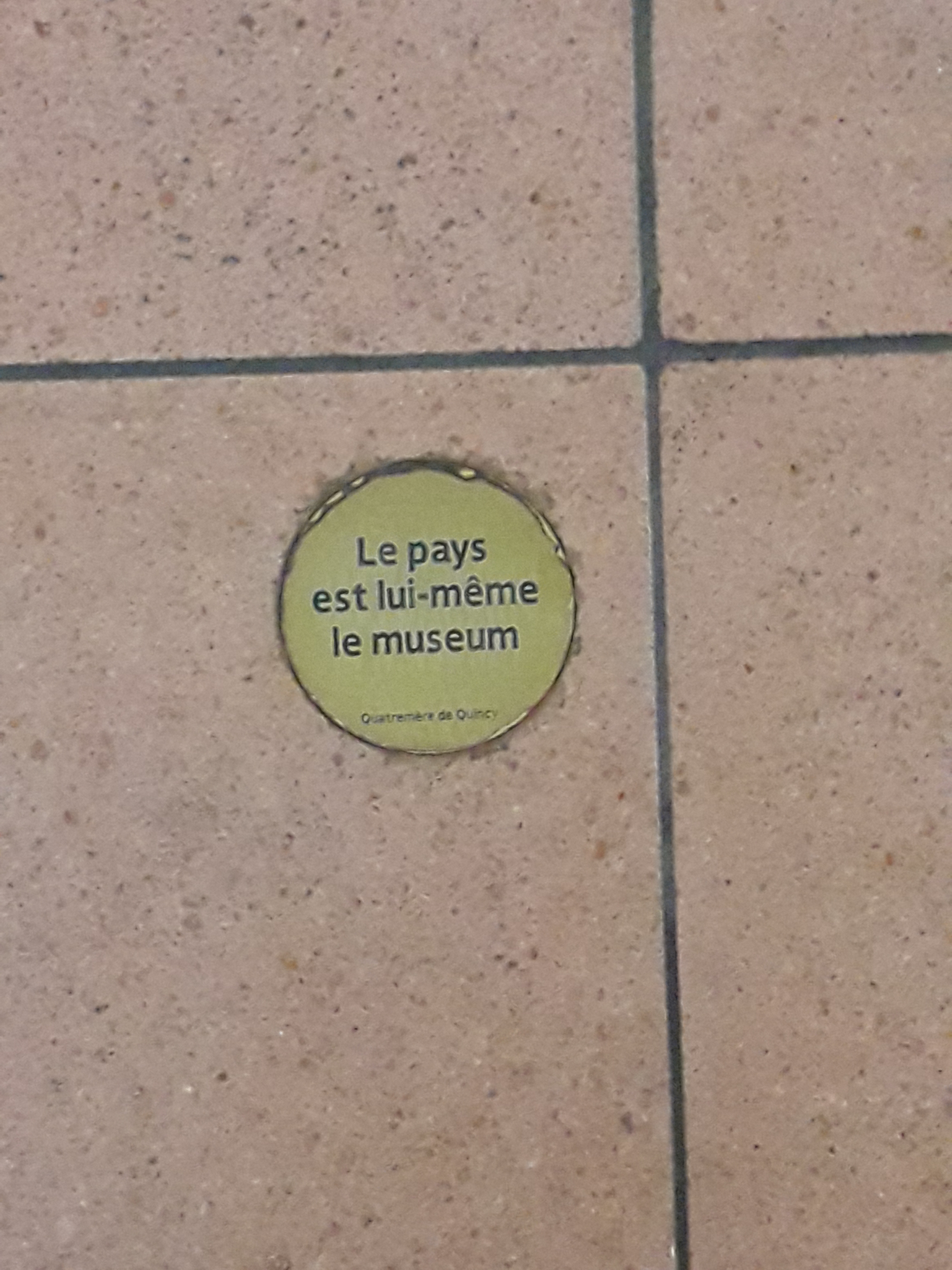
Quatremère de Quincy
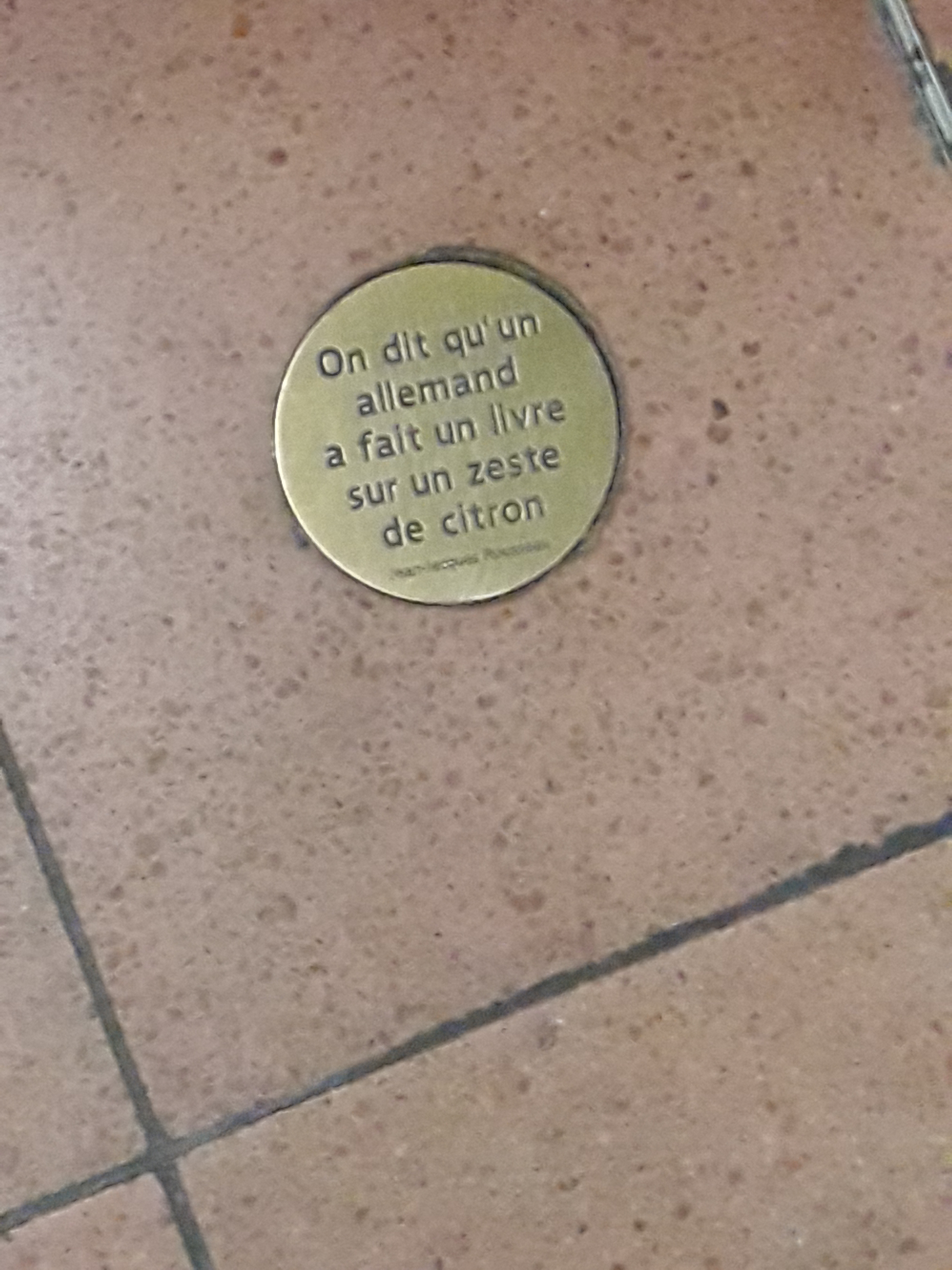
Jean-Jacques Rousseau
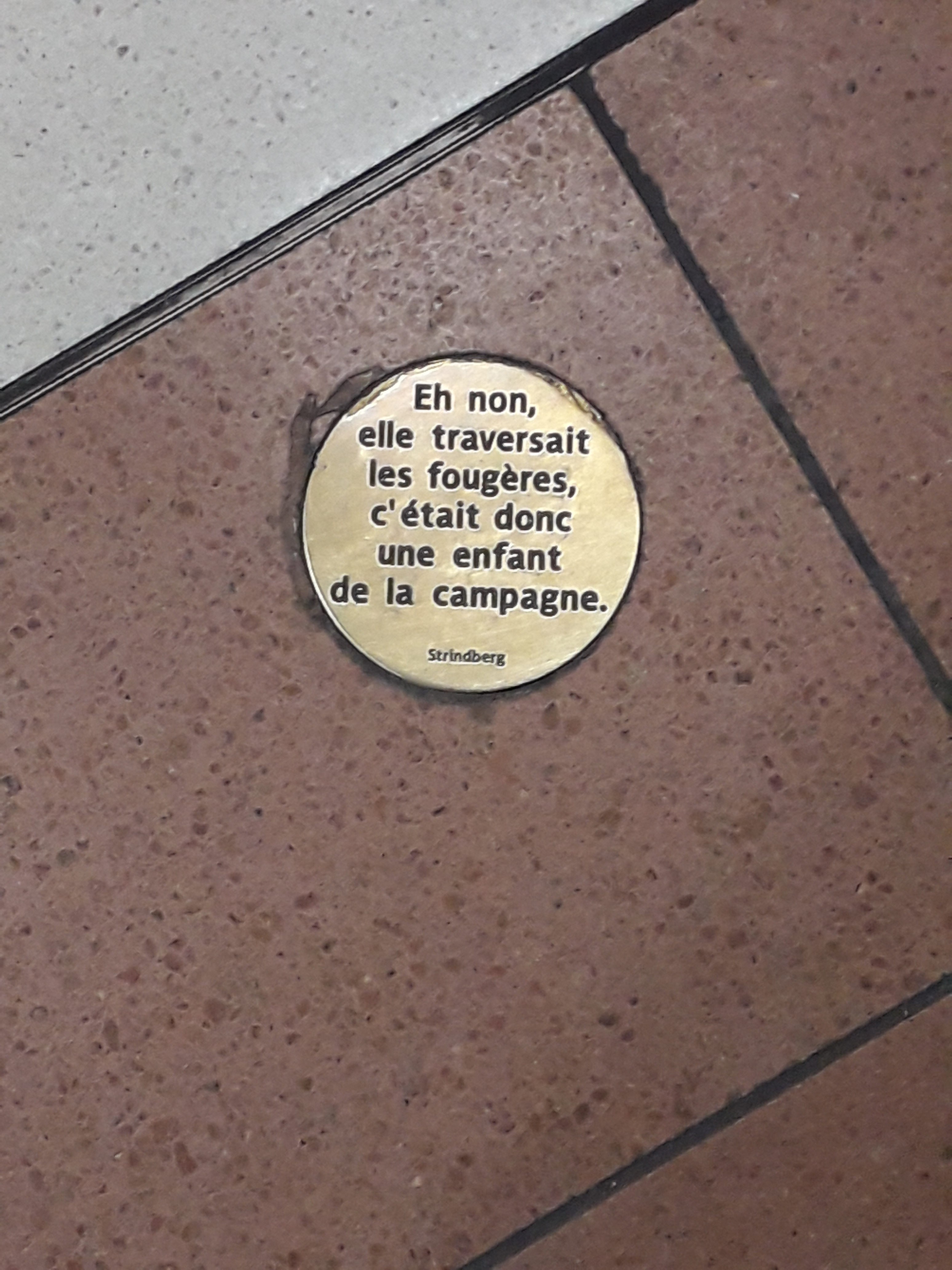
August Strindberg
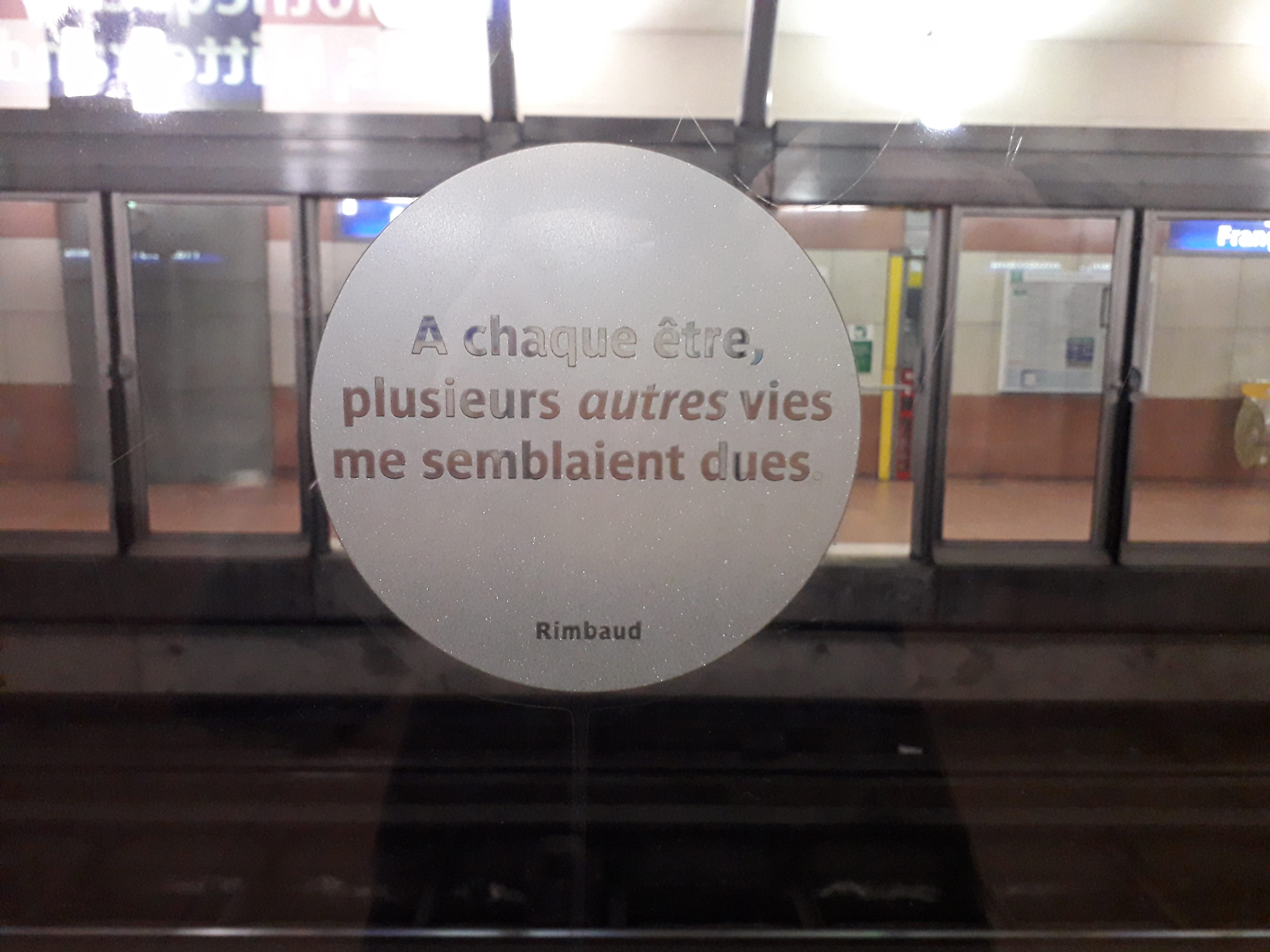
Arthur Rimbaud